# انجمن سلطنتی هنر

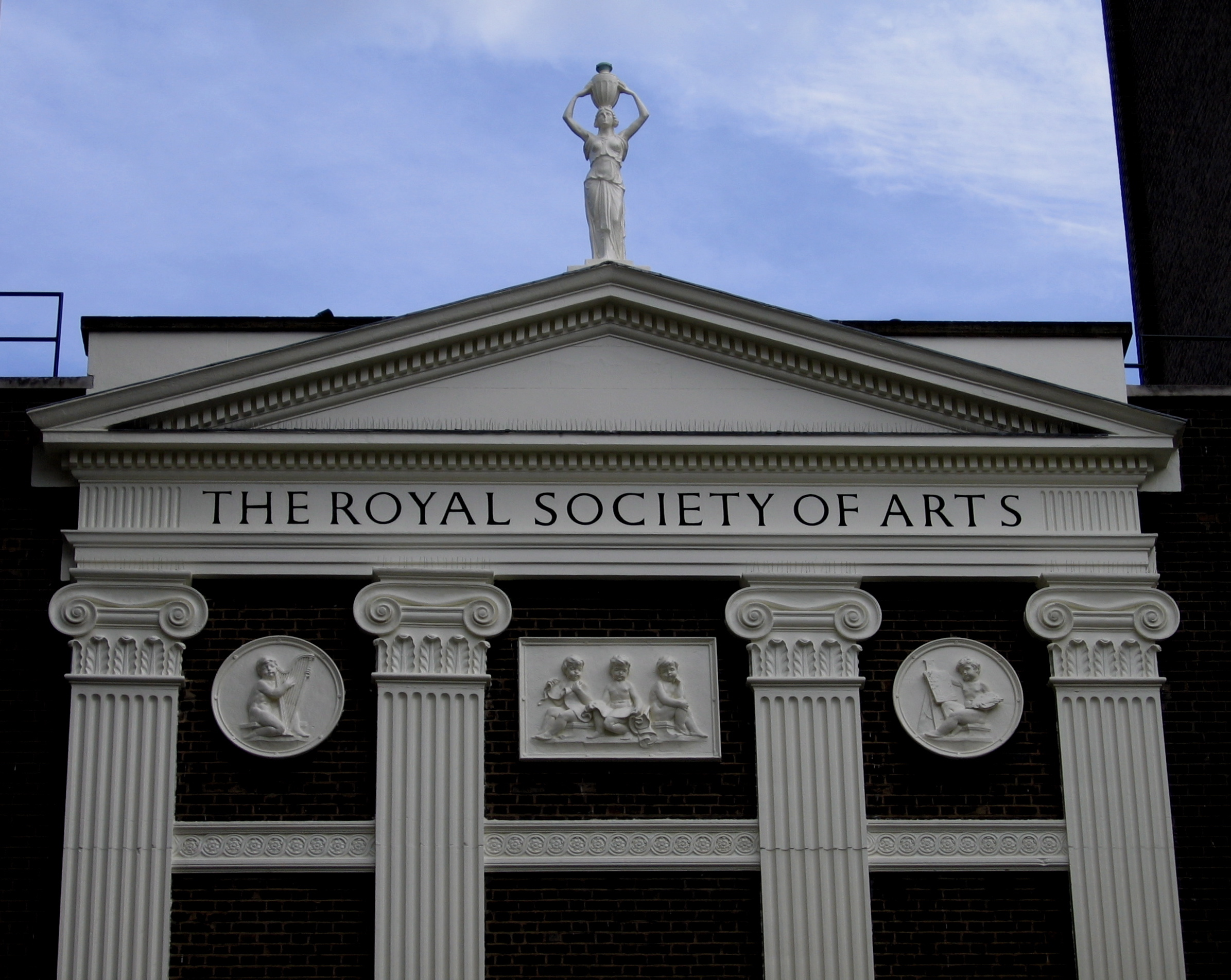
انجمن سلطنتی هنرها، نمای پشت ساختمان (نمای رو به استرند)

انجمن سلطنتی هنر (انگلیسی: Royal Society of Arts) (اختصاری RSA)، برای تشویق هنر، صنایع و بازرگانی یک سازمان بریتانیایی مستقر در لندن است که متعهد به یافتن راه حل‌های عملی برای چالش‌های اجتماعی است. این انجمن در سال ۱۷۵۴ توسط ویلیام شیپلی به عنوان انجمن ترغیب هنر، صنایع و بازرگانی تأسیس شد، منشور سلطنتی در سال ۱۸۴۷ به این انجمن اعطا شد، و حق استفاده از اصطلاح «سلطنتی» در نام خود توسط پادشاه ادوارد هفتم در سال 1908 داده شد. نسخه کوتاهتر، (Royal Society of Arts) و نام کوتاه‌شدهٔ آن RSA مربوط به این انجمن است، و بیشتر از نام کامل از آن استفاده می‌شود.
همراهان بیشتر مورد توجه انجمن سلطنتی هنر در گذشته شامل چارلز دیکنز، بنیامین فرانکلین، استفن هاوکینگ، کارل مارکس، آدام اسمیت، نلسون ماندلا، دیوید اتنبرو، ویلیام هوگارت، جان دیفن‌بیکر و تیم برنرز لی هستند. امروز، همکاران انجمن سلطنتی هنر از میان ۸۰ کشور در سراسر جهان برگزیده شده‌اند.